# Чемпионат Беларуси по футболу 2021
Беларусбанк — Чемпионат Республики Беларусь по футболу 2021 — 31-й чемпионат среди белорусских команд в Высшей лиге, который проводился с 12 марта по 28 ноября 2021 года. Победителем во 2-й раз подряд стал солигорский «Шахтёр».

## Регламент
В чемпионате принимали участие 16 команд. Турнир проходил в 2 круга (30 туров). Команды, занявшие 15-е и 16-е места в Высшей лиге, выбывали в Первую лигу. Клубы, занявшие 1-е и 2-е места в Первой лиге, получали право на выход в Высшую лигу.
Команда Высшей лиги, занявшая 14-е место, проводила 2 переходных матча (на своём и чужом полях) с командой, занявшей 3-е место в Первой лиге. Победитель переходных матчей получал право на участие в Высшей лиге в 2022 году.

## Изменения по сравнению с предыдущим сезоном
Клубы, вышедшие в Высшую лигу по итогам сезона 2020:
- «Спутник» (Речица) — 1-е место в Первой лиге сезона 2020.
- «Гомель» — 2-е место в Первой лиге сезона 2020.
- «Сморгонь» — 6-е место в Первой лиге сезона 2020[1].

Клубы, покинувшие Высшую лигу по итогам сезона 2020:
- «Городея» — 13-е место в Высшей лиге сезона 2020, расформирован.
- «Белшина» (Бобруйск) — 15-е место в Высшей лиге сезона 2020.
- «Смолевичи» — 16-е место в Высшей лиге сезона 2020.

## Участники

### Представительство по регионам
В 31-м чемпионате Беларуси приняли участие следующие футбольные клубы:
| Регион              | Кол-во команд | Клубы                                                             |
| ------------------- | ------------- | ----------------------------------------------------------------- |
| Минская область     | 4             | БАТЭ (Борисов), Слуцк, Торпедо-БелАЗ (Жодино), Шахтёр (Солигорск) |
| Минск               | 4             | Динамо, Ислочь, Минск, Энергетик-БГУ                              |
| Гомельская область  | 3             | Гомель, Славия-Мозырь, Спутник (Речица)                           |
| Брестская область   | 2             | Динамо-Брест, Рух (Брест)                                         |
| Гродненская область | 2             | Неман (Гродно), Сморгонь                                          |
| Витебская область   | 1             | Витебск                                                           |

### Тренеры и капитаны
| Клуб          | Главный тренер            | Капитан             | Отставки тренеров                                                    |
| ------------- | ------------------------- | ------------------- | -------------------------------------------------------------------- |
| БАТЭ          | Виталий Жуковский         | Станислав Драгун    |                                                                      |
| Гомель        | Иван Биончик              | Руслан Юденков      |                                                                      |
| Витебск       | Евгений Чернухин          | Артём Скитов        |                                                                      |
| Динамо-Брест  | Сергей Ковальчук          | Эдгар Олехнович     |                                                                      |
| Динамо        | Артём Челядинский (и. о.) | Сергей Кисляк       | Леонид Кучук (после 11-го тура)                                      |
| Ислочь        | Артём Радьков             | Дмитрий Комаровский |                                                                      |
| Минск         | Вадим Скрипченко          | Юрий Остроух        | Фёдор Щербаченко (после 23-го тура)                                  |
| Неман         | Игорь Ковалевич           | Валерий Жуковский   |                                                                      |
| Рух           | Вячеслав Григоров (и. о.) | Артём Рахманов      | Кирилл Альшевский (после 18-го тура)                                 |
| Славия-Мозырь | Михаил Мартинович         | Михаил Барановский  |                                                                      |
| Слуцк         | Александр Бразевич        | Игорь Бобко         |                                                                      |
| Сморгонь      | Игорь Трухов              | Леонид Ковель       | Вячеслав Геращенко (после 22-го тура)                                |
| Спутник       | Алексей Кравченко         | Игорь Ясинский      | Вячеслав Левчук (после 7-го тура) Виктор Кумыков (после 12-го тура)  |
| Торпедо-БелАЗ | Сергей Зеневич            | Андрей Хачатурян    | Юрий Пунтус (после 17-го тура)                                       |
| Шахтёр        | Алексей Бага              | Юрий Кендыш         | Роман Григорчук (после 16-го тура) Сергей Гуренко (после 23-го тура) |
| Энергетик-БГУ | Владимир Белявский        | Артём Сокол         |                                                                      |

## Стадионы
| БАТЭ                   | Гомель              | Сморгонь            | Динамо-Брест, Рух        | Динамо              |
| ---------------------- | ------------------- | ------------------- | ------------------------ | ------------------- |
| «Борисов-Арена»        | Центральный, Гомель | «Юность», Сморгонь  | ГОСК «Брестский», Брест  | «Динамо», Минск     |
| Вместимость: 13 126    | Вместимость: 14 307 | Вместимость: 3500   | Вместимость: 10 169      | Вместимость: 22 246 |
|                        |                     |                     |                          |                     |
| Ислочь                 | Неман               | Минск               | Слуцк                    | Спутник             |
| Городской, Молодечно   | ЦСК «Неман», Гродно | «Трактор», Минск    | Городской, Слуцк         | Центральный, Речица |
| Вместимость: 4800      | Вместимость: 8800   | Вместимость: 17 600 | Вместимость: 1896        | Вместимость: 3000   |
|                        |                     |                     |                          |                     |
| Шахтёр                 | Славия-Мозырь       | Энергетик-БГУ       | Витебск                  | Торпедо-БелАЗ       |
| «Строитель», Солигорск | «Юность», Мозырь    | Городской, Борисов  | ЦСК «Витебский», Витебск | «Торпедо», Жодино   |
| Вместимость: 4200      | Вместимость: 5253   | Вместимость: 5402   | Вместимость: 8144        | Вместимость: 6524   |
|                        |                     |                     |                          |                     |

## Итоговая таблица
| Поз | Команда                   | И  | В  | Н  | П  | МЗ | МП | РМ  | О  | Квалификация или выбывание               |
| --- | ------------------------- | -- | -- | -- | -- | -- | -- | --- | -- | ---------------------------------------- |
| 1   | Шахтёр (Солигорск) (Ч, К) | 30 | 24 | 3  | 3  | 62 | 18 | +44 | 75 | 1-й квал. раунд Лиги чемпионов 2022/23   |
| 2   | БАТЭ (Борисов) (К)        | 30 | 19 | 8  | 3  | 61 | 27 | +34 | 65 | 2-й квал. раунд Лиги конференций 2022/23 |
| 3   | Динамо (Минск) (К)        | 30 | 19 | 5  | 6  | 55 | 20 | +35 | 62 | 2-й квал. раунд Лиги конференций 2022/23 |
| 4   | Гомель                    | 30 | 17 | 8  | 5  | 57 | 23 | +34 | 59 |                                          |
| 5   | Рух (Брест)               | 30 | 16 | 10 | 4  | 52 | 28 | +24 | 58 |                                          |
| 6   | Динамо-Брест              | 30 | 8  | 14 | 8  | 32 | 32 | 0   | 38 |                                          |
| 7   | Витебск                   | 30 | 9  | 10 | 11 | 37 | 41 | −4  | 37 |                                          |
| 8   | Торпедо-БелАЗ (Жодино)    | 30 | 10 | 6  | 14 | 38 | 43 | −5  | 36 |                                          |
| 9   | Слуцк                     | 30 | 9  | 8  | 13 | 36 | 44 | −8  | 35 |                                          |
| 10  | Ислочь (Минский район)    | 30 | 9  | 7  | 14 | 38 | 47 | −9  | 34 |                                          |
| 11  | Неман (Гродно)            | 30 | 9  | 7  | 14 | 36 | 36 | 0   | 34 |                                          |
| 12  | Минск                     | 30 | 8  | 9  | 13 | 32 | 52 | −20 | 33 |                                          |
| 13  | Энергетик-БГУ (Минск)     | 30 | 8  | 9  | 13 | 35 | 42 | −7  | 33 |                                          |
| 14  | Славия-Мозырь (Y)         | 30 | 8  | 8  | 14 | 42 | 50 | −8  | 32 | Переходные матчи                         |
| 15  | Сморгонь (В)              | 30 | 4  | 9  | 17 | 26 | 66 | −40 | 21 | Выбывание в Первую лигу                  |
| 16  | Спутник (Речица) (Д)      | 30 | 2  | 1  | 27 | 12 | 82 | −70 | 7  | Расформирован                            |

13.3. Команда, набравшая большее количество очков, располагается в текущей и итоговой турнирной таблице выше команды, набравшей меньшее количество очков. В случае равенства очков у двух или более команд места команд в таблице чемпионата определяются:
− по результатам игр между собой (число очков, разность забитых и пропущенных мячей, число забитых мячей);
− по лучшей разности забитых и пропущенных мячей во всех матчах чемпионата;
− по большему числу побед во всех матчах чемпионата;
− по большему числу забитых мячей во всех матчах чемпионата.
13.3.1. Для команд высшей лиги при определении первого места при равенстве очков у двух и более команд назначается дополнительный матч или турнир в один круг между этими командами.
13.3.2. Для остальных команд высшей лиги при абсолютном равенстве всех указанных показателей места в итоговой турнирной таблице определяются жребием.

## Переходные матчи
| Команда 1     | Итог | Команда 2        | 1-й матч | 2-й матч |
| ------------- | ---- | ---------------- | -------- | -------- |
| Славия-Мозырь | 1:0  | Крумкачи (Минск) | 1:0      | 0:0      |

## Статистика сезона
| Место | Игрок               | Клуб         | Голы*  |
| ----- | ------------------- | ------------ | ------ |
| 1     | Дембо Дарбо         | Шахтёр       | 19 (2) |
| 2     | Андрей Соловей      | Гомель       | 18 (2) |
| 3     | Максим Скавыш       | БАТЭ/Шахтёр  | 13     |
| 3     | Станислав Беленький | Динамо-Брест | 13 (1) |
| 5     | Аблай Мбенг         | Динамо       | 10 (1) |
| 6     | Денис Лаптев        | Рух          | 9      |
| 6     | Стивен Альфред      | Слуцк        | 9      |
| 6     | Руслан Теверов      | Витебск      | 9      |

| Место | Игрок          | Клуб   | Г+П       |
| ----- | -------------- | ------ | --------- |
| 1     | Дембо Дарбо    | Шахтёр | 27 (19+8) |
| 2     | Андрей Соловей | Гомель | 25 (18+7) |
| 3     | Артём Концевой | Рух    | 17 (7+10) |
| 4     | Павел Нехайчик | БАТЭ   | 16 (6+10) |
| 5     | Денис Лаптев   | Рух    | 15 (9+6)  |

| Место | Игрок                 | Клуб          | ГП |
| ----- | --------------------- | ------------- | -- |
| 1     | Андрей Бацула         | Динамо        | 12 |
| 2     | Павел Нехайчик        | БАТЭ          | 10 |
| 2     | Артём Концевой        | Рух           | 10 |
| 4     | Дембо Дарбо           | Шахтёр        | 8  |
| 4     | Шохбоз Умаров         | БАТЭ          | 8  |
| 4     | Александр Ксенофонтов | Витебск       | 8  |
| 4     | Владислав Васильев    | Энергетик-БГУ | 8  |
| 4     | Антон Шрамченко       | Минск         | 8  |

| Место | Игрок            | Клуб         | СМ |
| ----- | ---------------- | ------------ | -- |
| 1     | Павел Павлюченко | Рух          | 15 |
| 2     | Роман Степанов   | Динамо-Брест | 11 |
| 3     | Егор Хаткевич    | Динамо       | 10 |
| 4     | Дмитрий Гущенко  | Витебск      | 9  |
| 5     | Александр Гутор  | Шахтёр       | 8  |
| 5     | Евгений Иваненко | Гомель       | 8  |

## Призы
Лауреаты сезона-2021 были названы 9 декабря 2021 года на церемонии «Звёздный мяч-2021».
| Приз                        | Обладатель                       |
| --------------------------- | -------------------------------- |
| Самый полезный футболист    | Дембо Дарбо (Шахтёр)             |
| Лучший футболист            | Андрей Соловей (Гомель)          |
| Лучший вратарь              | Павел Павлюченко (Рух)           |
| Лучший защитник             | Андрей Бацула (Динамо Минск)     |
| Лучший полузащитник         | Евгений Яблонский (БАТЭ)         |
| Лучший нападающий           | Андрей Соловей (Гомель)          |
| Лучший бомбардир            | Дембо Дарбо (Шахтёр)             |
| Лучший тренер               | Иван Биончик (Гомель)            |
| Лучший главный арбитр       | Виталий Севостьяник              |
| Лучшие помощники арбитра    | Сергей Фиринович Сергей Гидревич |
| «Приз двумя составами»      | Динамо Минск                     |
| «Приз за волю к победе»     | БАТЭ, Гомель                     |
| «Приз зрительских симпатий» | Гомель                           |
| «Приз за справедливую игру» | Динамо Минск                     |